# Mahammed Dionne

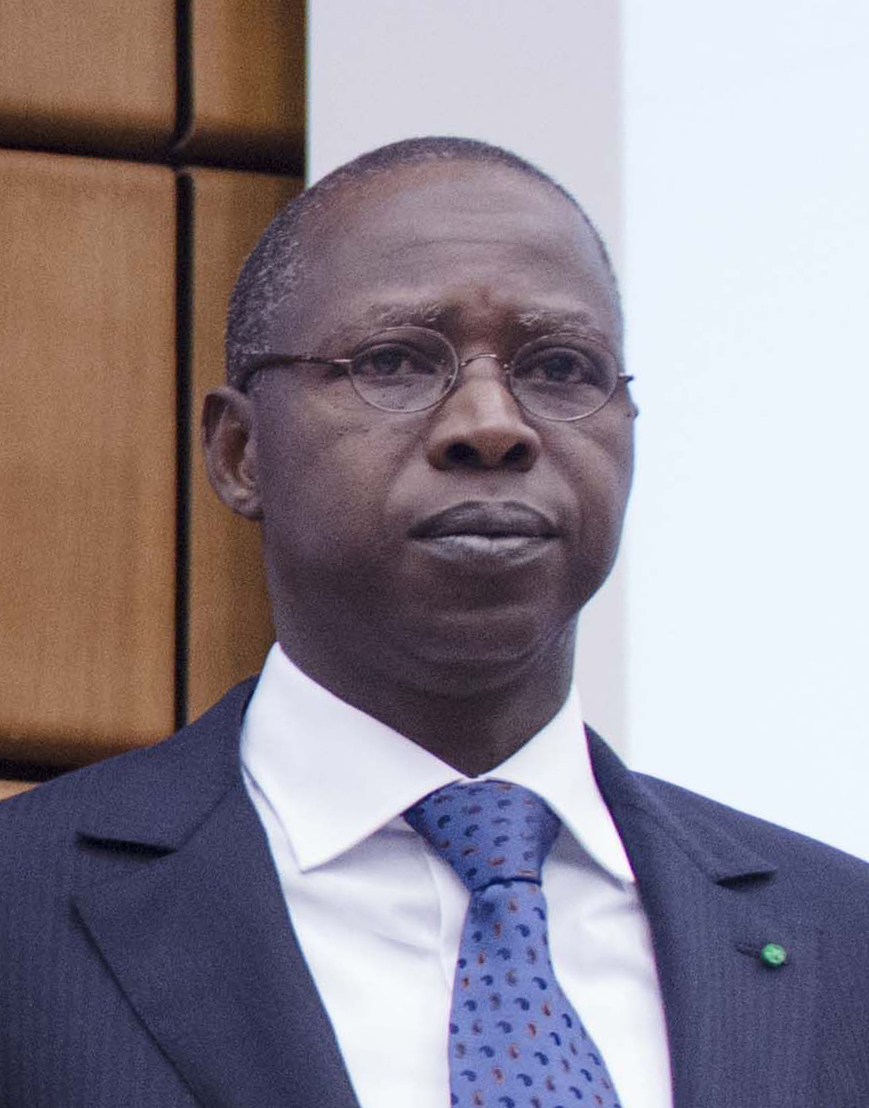
Mahammed Dionne, 2014

Mahammed Boun Abdallah Dionne (auch Mohamed Ben Abdallah Dionne; * 22. September 1959 in Gossas, Region Fatick; † 5. April 2024 in Paris) war ein senegalesischer Politiker. Er war von 2014 bis zur Abschaffung des Amtes im Mai 2019 als Premierminister der Regierungschef Senegals.

## Werdegang
Mahammed Dionne war Informatiker, er arbeitete für IBM, bei der Westafrikanischen Zentralbank und war Experte für den Maghreb bei der UNCTAD. Er war in der senegalesischen Botschaft in Paris für Wirtschaftsfragen zuständig. Zuletzt war er für die Organisation der Vereinten Nationen für industrielle Entwicklung (UNIDO) tätig.
Unter dem damaligen senegalesischen Premierminister Macky Sall war Dionne Kabinettschef (2004–2007). Im März 2014 wurde er Minister, verantwortlich für die Umsetzung des senegalesischen Entwicklungsplans (SEP). Nach der Niederlage der Regierungspartei APR bei den Kommunalwahlen in Dakar entließ Sall, seit April des Jahres Staatspräsident, am 4. Juli 2014 Premierministerin Aminata Touré und ernannte am zwei Tage später Dionne zum Leiter des neuen Kabinetts, dessen Zusammensetzung noch am gleichen Tag bekanntgegeben wurde. Nach den Wahlen zur 13. Nationalversammlung wurde Dionne am 6. September 2017 für eine zweite Amtsperiode ernannt.
Eine dritte und letzte Amtszeit begann für ihn am 6. April 2019 nach der Wiederwahl von Präsident Sall. Zwar wurde er nach dem verfassungsgemäßen Rücktritt der gesamten Regierung erneut mit der Regierungsbildung beauftragt, allerdings wurde zeitgleich die Abschaffung des Amts des Premierministers durch eine kurzfristige Verfassungsänderung angekündigt. Zusätzlich wurde Dionne mit der Funktion eines Staatsministers und Generalsekretärs im Präsidialamt der Republik betraut. Die Amtszeit als Premierminister endete mit Verkündung des verfassungsändernden Gesetzes am 14. Mai 2019, die als Staatsminister und Generalsekretär im Präsidialamt mit der Entlassung des auf seine Amtszeit folgenden Kabinett Sall III am 28. Oktober 2020.
Zwar trat Dionne noch als Kandidat für die Präsidentschaftswahl am 24. März 2024 an, musste aber, von Krankheit geschwächt, seinen Wahlkampf abbrechen und begnügte sich mit einigen Aussagen im nationalen Fernsehen. Mehrfach kamen Gerüchte über sein Ableben auf. Am Vorabend der Wahl wurde er nach Frankreich ausgeflogen. Dort starb er am 5. April 2024 im 65. Lebensjahr in Paris.